# Belsőperegpuszta megállóhely
Belsőperegpuszta megállóhely egy Békés vármegyei vasúti megállóhely, Mezőhegyes településen, a MÁV üzemeltetésében. A város központjától mintegy 8 kilométerre keletre található, az azonos nevű településrész nyugati szélén, közúti megközelítését csak alsóbbrendű önkormányzati utak biztosítják.

## Vasútvonalak
A megállóhelyet az alábbi vasútvonalak érintik:
- Mezőtúr–Battonya-vasútvonal

## Kapcsolódó állomások
A megállóhelyhez az alábbi állomások vannak a legközelebb:
- Mezőhegyes vasútállomás (Mezőtúr–Battonya-vasútvonal)
- Tompapuszta megállóhely (Mezőtúr–Battonya-vasútvonal)

## Forgalom
| Járat        | Útvonal                                                | Gyakoriság |
| ------------ | ------------------------------------------------------ | ---------- |
| személyvonat | Battonya – Tompapuszta – Belsőperegpuszta – Mezőhegyes | Napi 1 pár |